# Hippia punctillum
Hippia punctillum är en fjärilsart som beskrevs av Paul Dognin 1908. Hippia punctillum ingår i släktet Hippia och familjen tandspinnare. Inga underarter finns listade i Catalogue of Life.